# Letras gregas usadas em matemática, ciências e engenharia
As letras gregas são usadas em matemática, ciências, engenharia e outras áreas onde a notação matemática é usada como símbolos para representar constantes, funções especiais, e também convencionalmente para representar variáveis. Nestes contextos, as letras maiúsculas e as letras minúsculas representam entidades distintas e não relacionadas. Raramente são usadas as seguintes letras gregas que têm a mesma forma das letras latinas: A, B, E, Z, H, I, K, M, N, O, P, T, Y, X maiúsculos. As letras minúsculas  ι, ο e υ também raramente são usadas, pois se assemelham muito às letras latinas i, o e u, respectivamente. Ocasionalmente, variantes de fontes de letras gregas são usadas como símbolos distintos em matemática, em particular para as letras ε/ϵ e π/ϖ. Eventualmente a letra arcaica digamma (Ϝ/ϝ/ϛ) é usada.
A Designação Bayer para estrelas em uma constelação normalmente usa a primeira letra grega, α, no nome da estrela mais brilhante, e percorre todo o alfabeto grego antes de mudar para letras latinas.

## Conceitos representados por uma letra grega

### Αα (alfa)
- {\displaystyle \alpha } representa:
  - o primeiro ângulo de um triângulo, oposto ao lado a
  - a significância estatística de um resultado
  - a taxa de falsos positivos nas estatísticas (erro "Tipo I")
  - a constante de estrutura fina na física
  - o ângulo de ataque de uma aeronave
  - uma partícula alfa (He 2+ )
  - aceleração angular em física
  - o coeficiente de expansão térmica linear
  - a difusividade térmica
  - Na química orgânica, o carbono α é o carbono da espinha dorsal próximo ao carbono carbonílico, mais frequentemente para aminoácidos.
  - ascensão reta na astronomia
  - a estrela mais brilhante de uma constelação
  - Ferrita de ferro e numerosas fases na ciência dos materiais
  - o retorno superior à compensação pelo risco suportado no investimento
  - a conversão α no cálculo lambda
  - o número de independência de um gráfico
  - um espaço reservado para números ordinais em lógica matemática
  - um tipo de receptor para o neurotransmissor noradrenalina na neurociência

### Ββ (beta)
- {\displaystyle \mathrm {B} } representa a função beta
- {\displaystyle \beta } representa:
  - o beta termodinâmico, igual a ( k B T ) −1, onde k B é a constante de Boltzmann e T é a temperatura absoluta.
  - o segundo ângulo de um triângulo, oposto ao lado b
  - o coeficiente de regressão padronizado para variáveis preditoras ou independentes na regressão linear (coeficientes de regressão não padronizados são representados com o latim b minúsculo, mas também são frequentemente chamados de "betas")
  - a relação entre a corrente de coletor e a corrente de base em um transistor de junção bipolar (BJT) em eletrônica (ganho de corrente)
  - a taxa de falsos negativos nas estatísticas (erro "Tipo II")
  - o coeficiente beta, o risco não diversificável, de um ativo em finanças matemáticas
  - o ângulo de derrapagem de um avião
  - uma partícula beta (e - ou e + )
  - a onda cerebral beta no cérebro ou nas ciências cognitivas
  - latitude eclíptica em astronomia
  - a relação entre a pressão do plasma e a pressão magnética na física do plasma
  - β-redução no cálculo lambda
  - a razão entre a velocidade de um objeto e a velocidade da luz, conforme usado no fator de Lorentz
  - um tipo de receptor para o neurotransmissor noradrenalina na neurociência

### Γγ (gama)
- {\displaystyle \Gamma } representa:
  - a circulação na dinâmica dos fluidos
  - o coeficiente de reflexão de uma linha de transmissão ou telecomunicações.
  - o fator de confinamento de um modo óptico em um guia de ondas
  - a função gama, uma generalização do fatorial
  - a função gama incompleta superior
  - o grupo modular, o grupo de transformações lineares fracionárias
  - a distribuição gama, uma distribuição de probabilidade contínua definida usando a função gama
  - sensibilidade de segunda ordem ao preço em finanças matemáticas
  - os símbolos de Christoffel do segundo tipo
  - o alfabeto de pilha na definição formal de um autômato pushdown, ou o alfabeto de fita na definição formal de uma máquina de Turing
  - o ordinal Feferman-Schütte Γ 0
- {\displaystyle \gamma } representa:
  - o peso específico das substâncias
  - a função gama incompleta inferior
  - o terceiro ângulo de um triângulo, oposto ao lado c
  - a constante de Euler-Mascheroni em matemática
  - raios gama e o fóton
  - a relação de capacidade térmica em termodinâmica
  - o fator de Lorentz na relatividade especial
  - o ângulo da trajetória de vôo de um avião

### Δδ (delta)
- {\displaystyle \Delta } representa:
  - uma diferença finita
  - um operador de diferença
  - uma diferença simétrica
  - o operador Laplace
  - dando calor em uma reação química
  - o ângulo que subtende o arco de uma curva circular em topografia
  - o grau máximo de qualquer vértice em um determinado gráfico
  - sensibilidade ao preço em finanças matemáticas
  - o discriminante de um polinômio (em um polinômio quadrático determina a natureza das raízes)
- {\displaystyle \delta } representa:
  - erro percentual
  - uma variação no cálculo de variações
  - a função delta de Kronecker
  - as constantes de Feigenbaum
  - a força do interesse em finanças matemáticas
  - a função delta de Dirac
  - o receptor pelo qual as encefalinas têm maior afinidade em farmacologia [1]
  - a integral Skorokhod no cálculo de Malliavin, um subcampo da análise estocástica
  - o grau mínimo de qualquer vértice em um determinado gráfico
  - uma carga parcial. δ− representa uma carga parcial negativa e δ+ representa uma química de carga parcial positiva (Veja também: Solvatação )
  - o deslocamento químico de um núcleo atômico na espectroscopia de RMN. Para prótons, isso é relativo a tetrametilsilano = 0.
  - composições isotópicas estáveis
  - declinação em astronomia
  - medida de não centralidade nas estatísticas [2]
  - A função de transição na definição formal de um autômato finito, autômato pushdown ou máquina de Turing
  - Infinitesimal
- Não deve ser confundido com ∂, que é baseado na letra latina d, mas geralmente é chamado de "d curvo".

### E (épsilon)
- {\displaystyle \epsilon } representa:
  - uma pequena quantidade positiva; veja limite
  - um erro aleatório na análise de regressão
  - o valor absoluto de um erro [3]
  - na teoria dos conjuntos, o ordinal limite da sequência {\displaystyle \omega ,\omega ^{\omega },\omega ^{\omega ^{\omega }},\dots }
  - em ciência da computação, a string vazia
  - o símbolo Levi-Civita
  - em eletromagnetismo, permissividade dielétrica
  - emissividade
  - deformação na mecânica contínua
  - permissividade
  - a inclinação axial da Terra na astronomia
  - elasticidade na economia
  - força eletromotriz
  - em química, o coeficiente de extinção molar de um cromóforo
  - em matemática, um número surreal que é maior que zero, mas menor que todos os números não negativos.
- O símbolo de associação ∈ é baseado em ε

### Ϝϝ(digamma)
- Ϝ é por vezes utilizado para representar a função digamma, embora a letra latina F (que é quase idêntica) seja normalmente substituída.
- Uma partícula hipotética Ϝ que se especulava estar implicada no excesso de difotões a 750 GeV, que agora se sabe ser apenas uma anomalia estatística.

### Ζζ (zeta)
- {\displaystyle \zeta } representa:
  - a função zeta de Riemann e outras funções zeta em matemática
  - a taxa de amortecimento

### Ηη (eta)
- {\displaystyle \mathrm {H} } representa:
  - a função Eta do teorema H de Ludwig Boltzmann (teorema "Eta"), em mecânica estatística
  - Entropia teórica da informação (Shannon)
- {\displaystyle \eta } representa:
  - a impedância de onda intrínseca de um meio (por exemplo, a impedância do espaço livre )
  - o coeficiente de regressão parcial em estatísticas, também interpretado como uma medida de tamanho de efeito para análises de variância
  - o méson eta
  - viscosidade
  - a função eta de Dedekind
  - eficiência de conversão de energia
  - eficiência (física)
  - o tensor métrico de Minkowski na relatividade
  - Conversão η em cálculo lambda
  - a taxa de aprendizagem em aprendizado de máquina e estatística

### Θθ (teta)
- {\displaystyle \Theta } (maiúsculas) representa:
  - um limite assintoticamente estreito relacionado à notação O grande .
  - sensibilidade à passagem do tempo em finanças matemáticas
  - na teoria dos conjuntos, um certo número ordinal
  - Função de etapa Heaviside
- {\displaystyle \theta } (minúsculas) representa:
  - um ângulo plano em geometria
  - o ângulo com o eixo x no plano xy em coordenadas esféricas ou cilíndricas (matemática)
  - o ângulo com o eixo z em coordenadas esféricas (física)
  - a temperatura potencial em termodinâmica
  - funções teta
  - o ângulo de um fóton espalhado durante uma interação de espalhamento Compton
  - o deslocamento angular de uma partícula girando em torno de um eixo
  - o estimador Watterson em genética populacional
- ϑ, a forma cursiva de theta, frequentemente usada em caligrafia, representa
  - a primeira função de Chebyshev na teoria dos números
  - Papel Theta na linguística

### Ιι (iota)
- {\displaystyle \iota } representa:
  - um mapa de inclusão na teoria dos conjuntos
  - a função geradora de índice em APL (no formato ⍳)
  - o número imaginário igual à raiz quadrada de −1
  - o produto interior

### Κκ (kappa)
- {\displaystyle \mathrm {K} } representa:
  - o número Kappa, indicando o teor de lignina na polpa
- {\displaystyle \kappa } representa:
  - a constante de Von Kármán, descrevendo o perfil de velocidade do fluxo turbulento
  - a curva kappa, uma curva algébrica bidimensional
  - o número de condição de uma matriz na análise numérica
  - a conectividade de um gráfico na teoria dos grafos
  - curvatura
  - constante dielétrica {\displaystyle (\varepsilon /\varepsilon _{0})}
  - condutividade térmica (geralmente uma letra latina minúscula {\displaystyle k} )
  - condutividade elétrica de uma solução
  - difusividade térmica
  - uma constante de mola (geralmente uma letra latina minúscula {\displaystyle k} )
  - a relação de capacidade térmica em termodinâmica (geralmente {\displaystyle \gamma } )
  - o receptor pelo qual as dinorfinas têm maior afinidade em farmacologia [1]
  - Constante gravitacional de Einstein

### Λλ (lambda)
- {\displaystyle \Lambda } representa:
  - a constante de Lebesgue (interpolação), um limite para o erro de interpolação
  - a função de von Mangoldt na teoria dos números
  - o conjunto de axiomas lógicos no método axiomático de dedução lógica na lógica de primeira ordem
  - a constante cosmológica
  - o bárion lambda
  - uma matriz diagonal de autovalores em álgebra linear
  - uma treliça
  - condutividade molar em eletroquímica
  - Álgebra de Iwasawa
- {\displaystyle \lambda } representa:
  - um comprimento de onda de radiação eletromagnética
  - a constante de decaimento na radioatividade
  - expressões de função no cálculo lambda
  - um autovalor geral em álgebra linear
  - o número esperado de ocorrências em uma distribuição de Poisson em probabilidade
  - a taxa de chegada na teoria das filas
  - a taxa de falha na engenharia de confiabilidade
  - o multiplicador de Lagrange na otimização matemática, conhecido como preço sombra em economia
  - a medida de Lebesgue denota o volume ou medida de um conjunto mensurável de Lebesgue
  - longitude em geodésia
  - densidade linear
  - longitude eclíptica em astronomia
  - a função de Liouville na teoria dos números
  - a função de Carmichael na teoria dos números
  - a string vazia na gramática formal
  - um sistema formal ( cálculo lambda ) em lógica matemática
  - condutividade térmica
  - a transformação de Lorentz

### Μμ (mu)
- {\displaystyle \mu } representa:
  - a função de Möbius na teoria dos números
  - a média da população ou valor esperado em probabilidade e estatísticas
  - uma medida na teoria da medida
  - micro-, um prefixo SI denotando 10 −6 (um milionésimo)
  - Micrômetro ou mícron (aposentado em 1967 como um símbolo independente, substituído por "μm" usando o significado padrão do SI)
  - o coeficiente de atrito na física
  - a taxa de serviço na teoria das filas
  - a viscosidade dinâmica na física
  - permeabilidade magnética em eletromagnetismo
  - um múon
  - massa reduzida
  - a mobilidade iônica na física do plasma
  - o parâmetro gravitacional padrão na mecânica celeste
  - média da população nas estatísticas
  - potencial químico em termodinâmica
  - Índice de refração absoluto de um meio em óptica
  - Coeficiente de absorção
  - Fator de amplificação
  - Momento magnético de um dipolo

### Νν (nu)
- {\displaystyle \nu } representa:
  - frequência em física em hertz (Hz)
  - Índice de Poisson na ciência dos materiais
  - um neutrino
  - viscosidade cinemática de líquidos
  - coeficiente estequiométrico em química
  - verdadeira anomalia na mecânica celeste
  - graus de liberdade nas estatísticas
  - o número correspondente de um gráfico
  - a avaliação p-ádica de um número

### Ξξ (xi)
- {\displaystyle \Xi } representa:
  - a função Xi de Riemann original, ou seja, ξ minúsculo de Riemann, conforme denotado por Edmund Landau e atualmente
  - o bárion Xi
- {\displaystyle \xi } representa:
  - a função original Xi de Riemann
  - a definição modificada da função Riemann xi, conforme denotada por Edmund Landau

### Ππ (pi)
- {\displaystyle \Pi } representa:
  - o operador produto em matemática
  - um avião
  - a operação de projeção unária em álgebra relacional
  - pressão osmótica
- {\displaystyle \pi } representa:
  - Constante de Arquimedes (mais comumente chamada de Pi), a razão entre a circunferência de um círculo e seu diâmetro
  - a função de contagem primária
  - a distribuição de estado de uma cadeia de Markov
  - na aprendizagem por reforço, uma função de política que define como um agente de software se comporta para cada estado possível de seu ambiente
  - um tipo de ligação covalente em química ( ligação pi )
  - um píon (méson pi) na física de partículas
  - nas estatísticas, a proporção da população
  - Diversidade de nucleotídeos em genética molecular
  - na eletrônica, um tipo especial de modelo de pequenos sinais é conhecido como modelo híbrido-pi
  - em matemática discreta, uma permutação
  - Projeção
- ϖ (uma variante gráfica, veja pomega ) representa:
  - frequência angular de uma onda, em dinâmica de fluidos (a frequência angular é geralmente representada por {\displaystyle \omega } mas isso pode ser confundido com vorticidade em um contexto de dinâmica de fluidos)
  - longitude do pericentro, em astronomia [4]
  - distância móvel, em cosmologia [5]

### Ρρ (rho)
- {\displaystyle \mathrm {P} } representa:
  - uma das funções de Gegenbauer na teoria analítica dos números (pode ser substituída pela forma maiúscula da letra latina P).
- {\displaystyle \rho } representa:
  - uma das funções de  Gegenbauer na teoria analítica dos números.
  - a função Dickman-de Bruijn
  - o raio em um sistema de coordenadas polar, cilíndrico ou esférico
  - o coeficiente de correlação nas estatísticas
  - o raio de convergência na análise real [6]
  - a sensibilidade à taxa de juros em finanças matemáticas
  - densidade (massa ou carga por unidade de volume; pode ser substituída pela forma maiúscula da letra latina D)
  - resistividade
  - os operadores shape e reshape em APL (no formato ⍴)
  - o operador renomear em álgebra relacional
  - o número de plástico
  - Méson Rho

### Σσς (sigma)
- {\displaystyle \Sigma } representa:
  - o operador de soma
  - a matriz de covariância
  - o conjunto de símbolos terminais em uma gramática formal
  - Superfície matemática
  - Bárion Sigma
- {\displaystyle \sigma } representa:
  - Constante de Stefan-Boltzmann na radiação de corpo negro
  - a função divisora na teoria dos números
  - a parte real da variável complexa {\displaystyle s=\sigma +it} na teoria analítica dos números
  - o sinal de uma permutação na teoria dos grupos finitos
  - o desvio padrão da população, uma medida de dispersão em probabilidade e estatísticas
  - um tipo de ligação covalente em química ( ligação sigma )
  - o operador de seleção em álgebra relacional
  - estresse em mecânica
  - condutividade elétrica
  - densidade de área
  - Corte transversal
    - seção transversal nuclear

  - densidade de carga superficial para micropartículas
  - desvio padrão de uma variável aleatória em estatísticas
  - Espectro de uma matriz
  - Rodar

### Ττ (tau)
- {\displaystyle \tau } representa:
  - torque, a força rotacional resultante em mecânica
  - o tau lépton elementar na física de partículas
  - um tempo de vida médio, de um decaimento exponencial ou processo de emissão espontânea
  - a constante de tempo de qualquer dispositivo, como um circuito RC
  - tempo adequado na relatividade
  - uma volta : a razão constante entre a  circunferência de um círculo e seu raio, com valor {\displaystyle 2\pi } (6.283...).[7]
  - Coeficiente de correlação de classificação Kendall tau, uma medida de correlação de classificação nas estatísticas
  - Função tau de Ramanujan na teoria dos números
  - tensão de cisalhamento na mecânica contínua
  - uma variável de tipo em teorias de tipos, como o cálculo lambda simplesmente digitado
  - tortuosidade do caminho na engenharia de reservatórios
  - em topologia, uma determinada topologia
  - o tau em bioquímica, uma proteína associada aos microtúbulos
  - o número de divisores de números altamente compostos (sequence
  - precisão ( {\displaystyle \tau ^{2}} ), o recíproco da variância, nas estatísticas

### ϒυ (upsilon)
- {\displaystyle \Upsilon } (U+03D2) representa:
  - o méson upsilon

### Φφ (fi)
- {\displaystyle \Phi } representa:
  - a função trabalho em física; a energia necessária para um fóton remover um elétron da superfície de um metal
  - fluxo magnético ou fluxo elétrico
  - a função de distribuição cumulativa da distribuição normal nas estatísticas
  - grupo funcional fenil em química orgânica ( símbolo do pseudoelemento )
  - o inverso da proporção áurea (representada por {\displaystyle \phi }, abaixo), também representado como {\displaystyle 1/\phi }
  - o valor da integração da informação em um sistema (baseado na teoria da informação integrada )
  - Geopotencial
  - Símbolo alternativo para uma função de onda na mecânica quântica

Nota: O símbolo do conjunto vazio ∅ parece semelhante, mas não tem relação com a letra grega.
- {\displaystyle \phi } ou {\displaystyle \varphi } representa:
  - a proporção áurea 1,618... em matemática, arte e arquitetura
  - Função tociente de Euler na teoria dos números
  - o argumento de um número complexo em matemática
  - o valor de um ângulo plano em física e matemática
  - o ângulo com o eixo z em coordenadas esféricas (matemática)
  - época ou diferença de fase entre duas ondas ou vetores
  - o ângulo com o eixo x no plano xy em coordenadas esféricas ou cilíndricas (física)
  - latitude em geodésia
  - fluxo radiante
  - fluxo de nêutrons
  - Energia potencial
  - potencial elétrico
  - um campo escalar na teoria quântica de campos
  - a função de densidade de probabilidade da distribuição normal nas estatísticas
  - as funções de Veblen

### Χχ (chi)
- {\displaystyle \chi } representa:
  - a distribuição Chi nas estatísticas ( {\displaystyle \chi ^{2}} é a distribuição qui-quadrado encontrada com mais frequência)
  - o número cromático de um gráfico na teoria dos grafos
  - a característica de Euler na topologia algébrica
  - eletronegatividade na tabela periódica
  - a transformada de Fourier de uma função de resposta linear
  - um personagem em matemática ; especialmente um personagem de Dirichlet na teoria dos números
  - às vezes a fração molar
  - uma função característica ou indicadora em matemática
  - a suscetibilidade magnética de um material em física
  - o espectro de energia de nêutrons de fissão no transporte de nêutrons

### Ψψ (psi)
- {\displaystyle \Psi } representa:
  - potencial hídrico
  - um combinador quaternário em lógica combinatória
  - um símbolo para a psicologia
- {\displaystyle \psi } representa:
  - a função de onda na equação de Schrödinger da mecânica quântica
  - os mésons J/psi na física de partículas
  - a função de fluxo na dinâmica de fluidos
  - a constante recíproca de Fibonacci
  - a segunda função de Chebyshev na teoria dos números
  - a função poligama em matemática
  - a proporção superáurea [8]

### Ωω (ômega)
- {\displaystyle \Omega } representa:
  - Infinito Absoluto
  - a medida da unidade SI de resistência elétrica, o ohm
  - a ascensão reta do nó ascendente (RAAN) ou longitude do nó ascendente em astronomia e mecânica orbital
  - a constante ômega 0,5671432904097838729999686622...
  - uma notação de limite inferior assintótica relacionada à notação O grande
  - na teoria das probabilidades e na mecânica estatística, o suporte
  - um ângulo sólido
  - o bárion ômega
  - a função aritmética que conta os fatores primos de um número contados com multiplicidade
  - o parâmetro de densidade em cosmologia
  - o primeiro ordinal incontável (também escrito como ω 1 )
  - Constante de Chaitin para um determinado programa de computador
- {\displaystyle \omega } representa:
  - velocidade angular / frequência radiana (rad/seg)
  - o argumento do periapsis na astronomia e na mecânica orbital
  - uma raiz cúbica complexa da unidade - a outra é {\displaystyle \omega ^{2}} — (usado para descrever várias maneiras de calcular a transformada discreta de Fourier )
  - a classe de diferenciabilidade ( ou seja, {\displaystyle C^{\omega }} ) para funções que são infinitamente diferenciáveis porque são analíticas complexas
  - o primeiro ordinal infinito
  - o méson ômega
  - o conjunto dos números naturais na teoria dos conjuntos (embora {\displaystyle \mathbb {N} } ou N é mais comum em outras áreas da matemática)
  - uma notação dominante assintótica relacionada à notação O grande
  - na teoria da probabilidade, um resultado possível de um experimento
  - a função aritmética que conta os fatores primos distintos de um número
  - o símbolo ϖ, uma variante gráfica de π, às vezes é interpretado como ômega com uma barra acima; veja π
  - a nomenclatura de gorduras insaturadas em bioquímica (por exemplo , ácidos graxos ω-3 )
  - o primeiro ordinal incontável {\displaystyle \omega _{1}} (também escrito como Ω)
  - o número de clique (número de vértices em um clique máximo) de um gráfico na teoria dos grafos